# Le Détroit
Le Détroit település Franciaországban, Calvados megyében. Lakosainak száma 92 fő (2022. január 1.). Le Détroit Les Loges-Saulces, Le Mesnil-Villement, Pierrepont, Rapilly, Tréprel és Pont-d’Ouilly községekkel határos.

## Népesség
A település népességének változása:
| Lakosok száma | 99   | 76   | 82   | 87   | 93   | 89   | 87   | 87   | 88   | 92   |
|               | 1968 | 1982 | 1990 | 2006 | 2013 | 2015 | 2017 | 2019 | 2020 | 2022 |